# Angel Dust (album)
Angel Dust is het vierde studio-album van de Amerikaanse rockband Faith No More, uitgebracht door Slash en Reprise Records. Het is een vervolg op het zeer succesvolle album The Real Thing uit 1989, en het laatste album met gitarist Jim Martin. 
Angel Dust is het best verkochte album van Faith No More tot op vandaag ter dag, met meer dan 2,5 miljoen verkochte kopieën wereldwijd. Het bereikte nummer 22 in de Album Top 100 en bleef in de lijst voor 32 weken 